# Campeonato Sudamericano de Clubes Campeones 1977
El Campeonato Sudamericano de Clubes Campeones 1977 fue la decimoquinta edición de lo que era el torneo más importante de clubes de baloncesto en Sudamérica.
Fue realizado en las ciudades argentinas de Buenos Aires y Corrientes.
El título de esta edición fue ganado por el Franca (Brasil).

## Equipos participantes
| País             | Equipo               |
| ---------------- | -------------------- |
| Argentina 1 cupo | Obras Sanitarias     |
| Brasil 2 cupos   | Franca Palmeiras     |
| Chile 1 cupo     | Club Famae           |
| Paraguay 1 cupo  | Club Olimpia         |
| Perú 1 cupo      | Defensor Lima        |
| Uruguay 1 cupo   | Club Atlético Aguada |
| Venezuela 1 cupo | Panteras del Táchira |